# Filippo Castoldi
Filippo Castoldi (né à une date inconnue à Venaria Reale dans le Piémont et mort à une date inconnue) est un joueur italien de football, qui évoluait au poste de défenseur.

## Biographie
Filippo Castoldi commence sa carrière de footballeur pour le club de la Juventus, club de sa province d'origine, et joue son premier match le 10 mai 1914 contre le club de l'Hellas Vérone lors d'une victoire 4 buts à 1.
Lors de la Première Guerre mondiale, il part au front et arrête le football pour quelques années, avant de faire son retour chez les bianconeri en 1921. Son dernier match avec les juventini a lieu le 30 octobre 1921 lors d'un match nul 2-2 contre le Spezia Calcio 1906.